# Цянь Хун
Цянь Хун (кит. упр. 钱红, пиньинь  Qián Hóng; род. 30 января 1971, Баодин, Хэбэй) — китайская пловчиха, чемпион мира и Олимпийских игр.
Цянь Хун родилась в 1971 году в Баодине провинции Хэбэй. В 1987 году завоевала золотую медаль на 6-й Спартакиаде народов КНР. В 1988 году Цянь Хун на Олимпийских играх в Сеуле завоевала бронзовую медаль на дистанции в 100 м баттерфляем. В 1990-м году на Азиатских играх в Пекине Цянь Хун завоевала золотую медаль в эстафете 4×100 м комплексным плаванием, и серебряные медали на дистанциях в 100 и 200 м баттерфляем. В 1991 году на прошедшем в Перте Чемпионате мира по водным видом спорта она стала победителем на дистанции в 100 м баттерфляем, а в 1992 году на этой же дистанции завоевала золотую медаль Олимпийских игр в Барселоне.